# Џејмс Монро
Џејмс Монро (енгл. James Monroe; Округ Вестморланд, 28. април 1758 — Њујорк, 4. јул 1831) био је пети амерички председник и политичар.
Један је од најактивнијих и највреднијих политичара у историји САД. Два је пута био председник САД (од 1817. до 1825. године), а био је и амерички државни секретар такође у два мандата (1811—1814. и 1815 — 1817). Његовим настојањем Сједињене Државе 1803. купиле су Луизијану од Француске.
Године 1823. прокламовао је доктрину "Америка Американцима!", која је одражавала тежњу младих северноамеричких индустријских друштвених слојева да господаре тржиштима и сировинским базама на америчком континенту и да с њега потисну европске силе. Заједно са Џоном Квинсијем Адамсом формулисао је Монроову доктрину којом је прокламована америчка изолационистичка политика. Учествовањем у два светска рата и уласком у УН, САД су напустиле Монроову доктрину.